# Martinus van Barnevelt

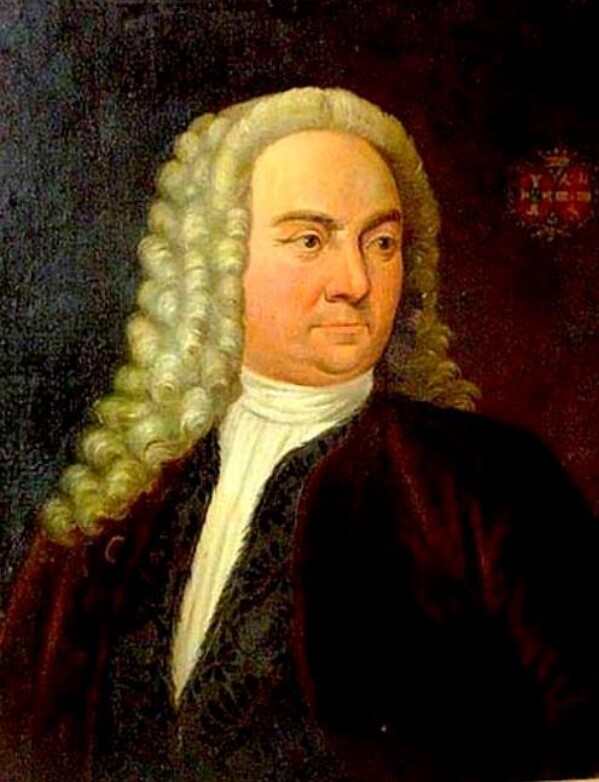
Martinus van Barnevelt, rond 1750

Martinus van Barnevelt, vrijheer van Noordeloos en Overslingeland, heer van Engelen, Vlijmen en Krimpen aan de Lek (Gorinchem, 30 juli 1691 - Gorinchem, 17 januari 1775) was een Nederlands bestuurder. Hij werd in december 1726 tot lid van de Gorinchemsche vroedschap gekozen. In 1741 werd hij schepen, van 1740 tot 1743 en van 1746 tot 1 mei 1749 was hij drossaard, in 1744 burgemeester van Gorinchem en 1 november 1749 lid van de Admiraliteiten op de Maas. De tijd van zijn burgemeesterschap te Gorinchem werd gekenmerkt door grote onenigheid met zijn ambtgenoot mr. Diederik van Bleyswyk. In diens “memoriën” wordt met onverholen minachting over Van Barnevelt gesproken, zowel over zijn afkomst als over zijn karakter en bekwaamheden, zo vermeldt Theod. Jorissen in zijn aantekeningen bij deze memoriën: "Hij wordt voorgesteld als niet, of ter nauwernood in staat om een stuk te op te stellen". Maar deze verhalen zijn, aldus Jorissen, niet erg betrouwbaar en vooral gebaseerd op persoonlijke wrok.

## Familie

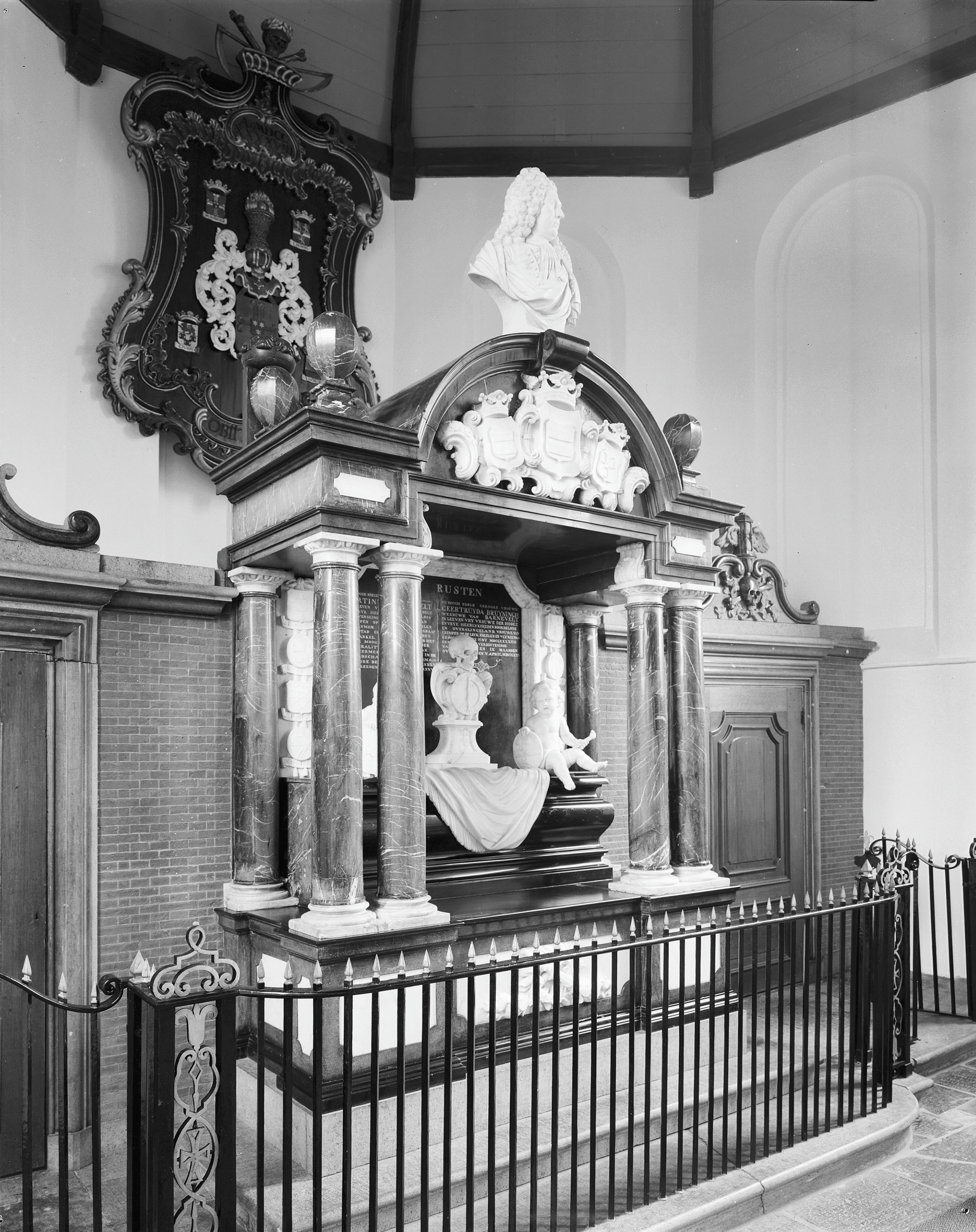
Grafmonument van Martinus van Barnevelt in de kerk van Noordeloos

Hij huwde op 28 augustus 1718 in Gorinchem met Elisabeth Steenis (overleden in november 1721), dochter van burgemeester Richardus Steenis en Anthonette van Hoey. Hij hertrouwde in Amsterdam op 9 april 1724 met Geertruida Bruyningh (1694-1775), dochter van Anthony en van Anna van Erffrenten. Uit het eerste huwelijk werd een dochter geboren, Geertruida Cornelia. Uit het tweede huwelijk zijn twee kinderen geboren, Anna en Hendrik. Hendrik is hem als heer van Noordeloos opgevolgd. Van Barnevelt werd in Noordeloos begraven onder de tombe die hijzelf in Rome had laten maken en waar in 1829 de laatste van zijn geslacht, zijn kleinzoon Willem Hendrik, ook een rustplaats vond.

## Waterstaat

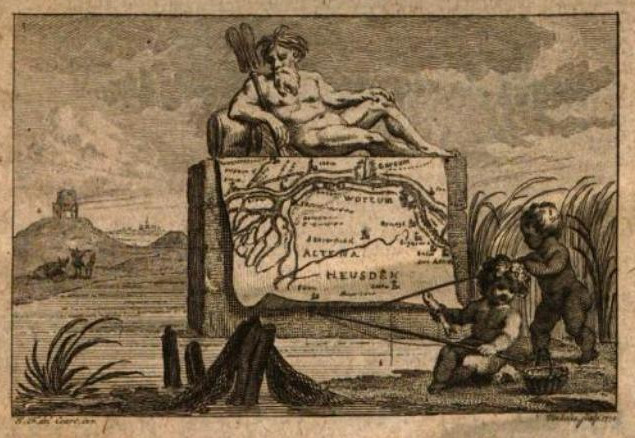
titelblz van zijn boek

Hij was lid van verschillende waterstaatcommissies. Deze hadden tot taak plannen te maken en adviezen te geven om de voortdurende overstromingen in Gelderland en Holland door de aanleg van allerlei werken te voorkomen. Hij heeft daarvoor in 1740  onder andere de Baardwijkse Overlaat ontworpen. Het ontwerp werd door de majoor van de genie, B.J. de Roy onderzocht en enigszins gewijzigd. In 1766 is door Brabant verzocht dit plan uitte voeren, met steun van de provincie Holland en de Raad van State. In 1767 is hierover een verdrag gesloten en in 1768 is met de uitvoering begonnen. 
Hieruit blijkt dat hij een ontwikkeld man was, maar hij hoorde niet tot de regentenklasse en daarom werden zijn plannen vaak denigrerend afgedaan. Zijn ervaringen heeft hij in 1773 op schrift gesteld, maar door zijn hoge leeftijd (hij was toen 82) heeft hij de redactie van dit werk overgelaten aan Jacob Ploos van Amstel. Hierin worden breedvoerig zijn voorstellen aan de Staten van Holland verhaald. Dit boek lokte wel nogal wat reacties uit, waarvan die van Cornelis Redelykheid de meest uitgebreide is.
- Digitale Bibliotheek voor de Nederlandse Letteren: barn012
- Virtual International Authority File: 289316643